# Sparta (Griekenland)

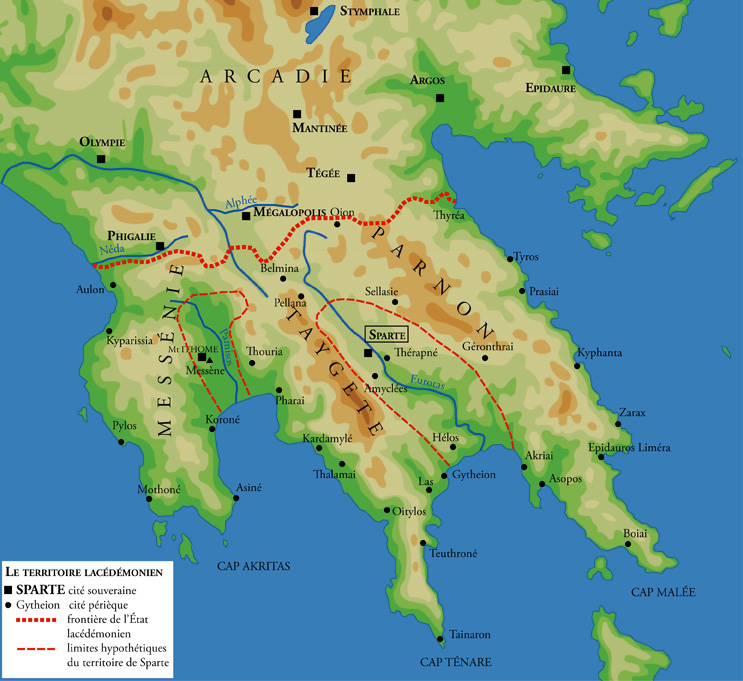
Het gebied van Sparta

Sparta (Oudgrieks: Σπάρτα/Spárta of Σπάρτη/Spártē; Nieuwgrieks: Σπάρτη/Sparti; ook Lakedemonië genoemd; Grieks: Λακεδαίμων/Lakedaimon of Lakedaimonia) was de hoofdstad van Laconië in het oude Griekenland en was eeuwenlang een van de belangrijkste poleis (stadstaten) van Griekenland. De stad lag in het noorden van de centrale Laconische vlakte op de Peloponnesos, op de rechteroever van de rivier de Eurotas.

## Oudheid
Reeds in de Myceense periode was Sparta een belangrijk cultuurcentrum. Dat blijkt uit de Ilias van Homerus (Menelaos en "de Schone" Helena) en wordt bevestigd door archeologische vondsten (vb. de "bekers van Vaphio"). Maar het historische Sparta, waarvan het beeld tot onze collectieve verbeelding spreekt, ontstond in de 10e eeuw v.Chr.. Toen besloten vier Dorische dorpen zich samen te voegen (ook wel een synoikisme genoemd) tot één grote polis, in de alluviale vlakte van de rivier de Eurotas. Daarbij verdrongen zij de oorspronkelijke bewoners van de vlakte naar de buitenranden en degradeerden hen tot tweederangs-burgers, die als naakte slaven werden ingezet.
Op die manier ontstond een voor Griekenland vrij unieke situatie, omdat de stad Sparta, die géén echte akropolis of stadsmuren bezat, open en bloot in een vruchtbare landbouwstreek lag. Bijgevolg moesten de inwoners zich steeds paraat houden voor mogelijke vijandelijke invallen en opstanden van de oorspronkelijke bewoners, die ver in de meerderheid waren. Dit gegeven heeft in grote mate bijgedragen aan de vorming van het unieke "Spartaanse" karakter. De Spartaanse staatsstructuur en levenswijze waren in de klassieke tijd een anachronisme geworden, waar de andere Grieken met gemengde gevoelens op neerkeken: enerzijds afkeurend en misprijzend, anderzijds met nostalgie en respect voor de Spartaanse "zuiverheid" en authenticiteit.
In de 8e eeuw v.Chr. kende Sparta, net als de andere stadstaten van Griekenland, een bevolkingsexplosie, die echter geen golf van kolonisatie veroorzaakte, maar die opgevangen werd door de systematische verovering van andere gebieden in de Peloponnesos zelf. Als gevolg van moeizame veroveringscampagnes maakte Sparta zich van de 8e tot de 5e eeuw v.Chr. achtereenvolgens meester, eerst van Laconië, daarna van Messenië en vervolgens van het grootste deel van de Peloponnesos. De onderworpenen kregen de status van heloten of iets gunstiger perioiken.

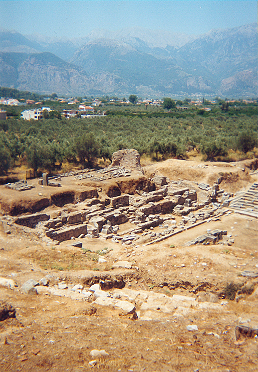
Ruïnes van het oude Sparta

Aan het einde van de 6e eeuw v.Chr. was er een werkelijke Peloponnesische confederatie ontstaan, die van Sparta de machtigste militaire staat in Griekenland maakte. Fundamentele tegenstellingen tussen Sparta en het expanderende Athene leidden uiteindelijk tot de uitputtende Peloponnesische Oorlog. Aan het einde van deze oorlog in 405 v.Chr. was Sparta niet alleen ter land, maar ook ter zee de belangrijkste macht van Griekenland geworden. Uit overmoed en om de Ionische steden te bevrijden werd zelfs nog kortstondig campagne gevoerd tegen Perzië in Klein-Azië. Na de Slag bij Leuktra echter in 371 v.Chr., waarbij de helft van de Spartanen omkwam, verloor Sparta Messenië en was Thebe de nieuwe belangrijkste macht in Griekenland. Uiteindelijk bracht de Macedonische koning Philipus de door onderlinge oorlog uitgeputte Griekse stadstaten onder zijn gezag. In de hellenistische periode takelden zowel de morele betekenis als de reële macht van Sparta verder af, en na de Romeinse machtsovername degradeerde het tot een provinciestadje en ten slotte zelfs tot een dorp.

## Spartaanse opvoeding
De Spartanen stonden bekend om de buitengewoon sobere en harde opvoeding die zij kregen. Het begrip spartaans verwijst hier ook nog naar. Pasgeboren kinderen werden gekeurd door de 'gerousia'. Als het een gezond kind was mocht het in leven blijven, een kind met lichamelijke of geestelijke problemen werd van het Taygetusgebergte geworpen, volgens Plutarchus. De huidige wetenschap denkt dat ze niet van de berg werden geworpen, maar dat ze in het gebergte te vondeling werden gelegd.. Op 7-jarige leeftijd werd het kind door de ephoren opgevoed. De jonge Spartanen woonden in kazernes en hielden zich voornamelijk bezig met het bedrijven van sport; vanaf hun twaalfde jaar werden de naakte jongens onderwezen in muziek en poëzie. Op 18-jarige leeftijd begon de strenge militaire opleiding tot hopliet en maakten de jonge mannen deel uit van de krypteia, mogelijk een geheime staatspolitie of rituele inwijding tot volwassene. Het jaar daarop verkreeg men het recht te trouwen en op 20-jarige leeftijd was de opleiding voltooid, waarna de hopliet zijn vrouw verliet. Gedurende de volgende tien jaar leefden de mannen in kazernes en mochten zij hun vrouwen slechts af en toe bezoeken. Een Spartaanse man was door dit alles een goed getrainde vechtmachine die beschikte over geweldige gevechtskwaliteiten.
Nadat zijn dienstplicht op 30-jarige leeftijd was voltooid, wachtte de hopliet een volgende proef. Slechts indien hij unaniem werd toegelaten tot een der mannengenootschappen, kon hij het volledig burgerrecht verkrijgen. Hierbij kreeg de burger als "gelijke" door de volksraad een groot stuk land (klèros) toegewezen, dat werd bewerkt door staatsslaven, de heloten.
De naam Sparta roept bij velen op: het aankweken van ijzerharde tucht en zelfbeheersing, het sobere leven in de kazerne waar men gezamenlijk at van de beruchte zwarte bloedsoep, het doden van te zwak bevonden kinderen (onder meer in de Apothetai), de afwezigheid van stadsmuren want daarvoor dienden de sterke spieren van de Spartaanse mannen, allen in dienst van de staat. Misschien is het door de vijandige tijdgenoten allemaal wat te scherp getekend, maar zeker is dat Sparta in de oudheid een der leidinggevende "grootmachten" van Griekenland was en dat de stad haar macht louter baseerde op vrijheid, wat onder andere inhield dat vrouwen net als mannen werden getraind tot soldaat. Zij moesten Sparta verdedigen zodra de mannen weg waren. Overigens werden kinderen door de Spartanen gezamenlijk opgevoed en getraind voor het leger. Dit om de onderlinge band te versterken.
“Spartaanse meisjes kregen, in tegenstelling tot de Atheense, dezelfde voedingsrantsoenen als jongens, en mochten ongewaterde wijn drinken”, aldus Xenophon. En Plato verbaasde er zich over dat: “Meisjes er een strikt trainingsregime kregen dat ze even fit maakte als jongens, vrouwen konden economisch onafhankelijk zijn, ze leerden muziek en poëzie”. Dit in tegenstelling tot de Atheense vrouw, die "zo weinig mogelijk zien, horen en spreken moest." Volgens Homeros was de landstreek bekend om haar mooie sterke vrouwen, "Sparte kalligynaika" (Het Sparta van de mooie vrouwen) noemt hij het gebied.
Historici houden het er voorlopig nog op dat de geschiedenis van Sparta begint in de 10e eeuw v.Chr., met de inval van een of twee Dorische stammen die de gehele omgeving onderwierpen en de oorspronkelijke niet-Dorische bewoners als slaven op de velden te werk stelden. Behalve deze heloten (horige boeren) kende Sparta nog de perioiken ('omwonenden'), niet-Spartaanse Doriërs die zich bezighielden met handel en nijverheid, vrij maar zonder politieke rechten.

## Bestuur
Het politieke systeem bestond uit:
- Twee koningen: Deze hadden vrij weinig macht; het was hun taak het leger aan te voeren ten tijde van oorlog. Het koningschap was erfelijk. Als er geen oorlog was, fungeerden ze als rechters en priesters. Eigenaardig is dat Sparta tot in de klassieke tijd geregeerd werd door koningen, waar in vrijwel alle andere Griekse stadstaten de monarchie was verdwenen. Bovendien regeerden er steeds twee koningen uit twee verschillende koningsgeslachten, de Agiaden en de Eurypontiden, gelijktijdig. Ze zetelden ook in de gerousia maar hun werkelijke politieke macht was echter niet erg groot.
- Gerousia: Raad van achtentwintig mannen, die uitgezonderd de twee koningen ouder dan zestig jaar moesten zijn. De leden werden door de apella voor het leven benoemd. De twee koningen, die ook deel uitmaakten van de gerousia, zaten de vergadering voor. De gerousia bereidde wetten en besluiten voor.
- apella: was de Spartaanse volksvergadering. Alle mannelijke vrije burgers, ouder dan 30 jaar zetelden in deze volksvergadering. Deze vergadering had weinig invloed. De apella benoemde wel de leden van de gerousia, verkoos de vijf eforen en stemde over de voorstellen van de gerousia.
- Vijf eforen: De vijf eforen vormden het dagelijkse bestuur van Sparta. Zij werden gekozen door en uit de apella. Ze hadden ook een controlerende taak, ze controleerden of iedereen, dus ook de twee koningen, zich aan de wetten van het Spartaanse volk hield.

Volgens Aristoteles een ideale mengconstitutie:
- monarchie – vertegenwoordigd door: Twee koningen
- aristocratie – vertegenwoordigd door: Gerousia
- democratie – vertegenwoordigd door: Apella en eforen

## Het moderne Sparta

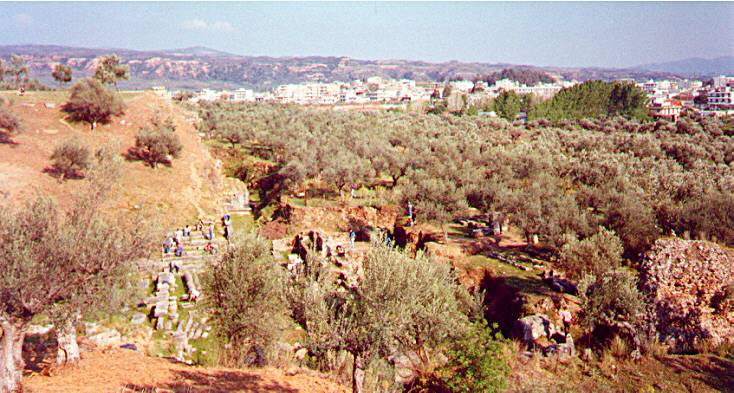
Oud (vooraan) en Nieuw (achtergrond) Sparta.

Het moderne Sparta bestaat sinds 1834. Het werd op last van koning Otto aangelegd door Beierse architecten.